# Dheisheh
Dheisheh è un campo profughi palestinese situato a sud di Betlemme nella Cisgiordania. Fondato nel 1949 inizialmente si estendeva su una superficie di 0,31 chilometri quadrati, successivamente aumentato a 1,5 chilometri quadrati a causa della crescita naturale della popolazione.

## Descrizione
Il campo ospita oltre 3.400 palestinesi provenienti da 45 villaggi a ovest di Gerusalemme e Hebron fuggiti durante la guerra arabo-israeliana del 1948.
I servizi ai residenti all'interno del campo sono forniti da UNRWA e Autorità Nazionale Palestinese.
Inizialmente i rifugiati vivevano in tendopoli. Verso la fine del 1950 l'UNRWA ha iniziato a costruire unità abitative modello container. Visto il proseguire della situazione di emergenza che costringe i palestinesi a non poter rientrare nelle proprie case, spesso distrutte da interventi militari israeliani, molti residenti del campo hanno cominciato a costruirsi autonomamente delle abitazioni.
Secondo l'Ufficio centrale di statistica palestinese la popolazione del campo è di 9399 unità a metà 2006, dalle stime dell'UNRWA invece risulterebbero un totale di 13.017 persone.
In base a queste statistiche Dheisheh è il quarto campo profughi più grande di tutta la Cisgiordania.
Il 26 maggio 2014 Papa Francesco si reca in visita al campo profughi di Dheisheh durante il suo viaggio in Israele e Palestina.